# Tunic
Tunic — компьютерная игра в жанре action-adventure, разработанная Эндрю Шолдисом и изданная Finji. Она была выпущена 16 марта 2022 года на Microsoft Windows, macOS, Xbox Series X/S и Xbox One. Порты на Nintendo Switch, PlayStation 4 и PlayStation 5 вышли в сентябре того же года.

## Игровой процесс
Tunic — игра в изометрическом виде. Игрок управляет своим персонажем, антропоморфной лисой, взаимодействуя с объектами и сражаясь с врагами. Tunic напоминает The Legend of Zelda ограничениями определённых областей игрового мира, пока игрок не получит новое оружие или откроет способность персонажа. Обычно диалоговое окно представлено на вымышленном языке, хотя иногда слова будут переведены на язык, выбранный игроком в настройках. Переведённые фразы являются подсказками на решение головоломок.

## Разработка
Tunica (изначально называлась Secret Legend) была разработана Эндрю Шолдисом, он работал в Silverback Productions около шести лет, а в 2015 году, приняв участие в нескольких Ludum Dare, принял решение уйти из компании, чтобы сосредоточиться на создании своей игры.
Шолдис заявил, что игра была вдохновлена «классическими играми с поиском треугольников», ссылаясь на серию The Legend of Zelda. В Tunica игрок находит страницы инструкций по эксплуатации, дизайн которых во многом вдохновлен буклетами для игр с Nintendo Entertainment System The Legend of Zelda и Zelda II: The Adventure of Link. Когда Шолдис начал работать над игрой, издатель Finji предложили свою помощь в доработке. Саундтрек к игре был написан Lifeformed, ранее сочинявшим музыку для игры Dustforce 2012 года.
На выставке PC Gaming Show игра была переименована в Tunic. Она была показана во время презентации Microsoft на E3 2018, где было объявлено, что игра будет выпущена эксклюзивно для консоли Xbox One наряду с Microsoft Windows.
Tunic вышел 16 марта 2022 года. В день выхода он также был добавлен в Xbox Game Pass.

## Отзывы
| Сводный рейтинг    | Сводный рейтинг                                    |
| Агрегатор          | Оценка                                             |
| ------------------ | -------------------------------------------------- |
| Metacritic         | (PC) 85/100 (XSXS) 85/100 (NS) 88/100 (PS5) 88/100 |
| Иноязычные издания |                                                    |
| Издание            | Оценка                                             |
| Destructoid        | 9/10                                               |
| Game Informer      | 9,75/10                                            |
| GameSpot           | 9/10                                               |
| IGN                | 9/10                                               |
| Shacknews          | 9/10                                               |
| The Guardian       | [ 20 ]                                             |
| VG247              | [ 21 ]                                             |
| VideoGamer         | 8/10                                               |
| Pure Xbox          | [ 23 ]                                             |

Tunic получила в целом положительные отзывы. В Destructoid похвалили игру за реализацию «давно забытых дизайнерских практик», хваля её за принуждение игрока к исследованию мира, восходящее к классическим проектам прошлого. Издание IGN высоко оценило эстетику игры, разнообразие врагов, набор приёмов, битвы с боссами и мир. В Game Informer отметили сложность, бои, головоломки и внимание к деталям Tunic.
Изданию The Verge понравился внутриигровой путеводитель: «Руководство с полностраничными картами, красивыми иллюстрациями предметов и персонажей, а также очаровательным изображением лисы из игры — одно удовольствие листать». Рецензентам из Rock Paper Shotgun понравился мир игры, поскольку в нём есть большое количество скрытых областей, которые нужно найти: «Здесь есть лабиринты невидимых стен, укромные тропы, закрытые водопадами, и множество коротких путей, скрытых от глаз». В Polygon похвалили головоломки: «Некоторые из них я никогда не решу. Игра никогда не указывает на следующий шаг слишком чётко. Камера масштабирует, панорамирует или вращается, выделяя ту часть мира, нужную в данный момент».

### Награды и номинации
| Год  | Награда                | Категория                        | Результат | Примечания    |
| ---- | ---------------------- | -------------------------------- | --------- | ------------- |
| 2022 | Golden Joystick Awards | Лучшая инди-игра                 | Номинация | [ 27 ] [ 28 ] |
| 2022 | The Game Awards        | Лучшая независимая игра          | Номинация | [ 29 ]        |
| 2022 | The Game Awards        | Лучшая приключенческая экшн-игра | Номинация | [ 29 ]        |
| 2022 | The Game Awards        | Лучший дебют инди-разработчика   | Номинация | [ 29 ]        |